# Charles P. Kindleberger
Charles Poor Kindleberger (Nova Iorque, 12 de outubro de 1910 —  Cambridge, 7 de julho de 2003) foi um historiador econômico americano e autor de muitos livros. O seu livro de 1978, Manias, Panics, and Crashes, sobre bolhas especulativas em mercados de ações, foi republicado em 2000 após a bolha da internet. Ficou famoso com a Teoria da estabilidade hegemônica.
Ficou também conhecido por ter dado seguimento a uma teoria administrativa, a "Teoria da Contingência", através das respostas que dava aos seus alunos, dizendo que para cada situação as soluções apresentadas nunca deveriam ser as mesmas, porque tudo "depende".